# مهرداد محمدی
مهرداد محمدی کشمرزی (زادهٔ ۷ مهر ۱۳۷۲) بازیکن فوتبال اهل ایران است که در پست وینگر و مهاجم برای باشگاه فوتبال تراکتور در لیگ برتر خلیج فارس بازی می کند.

## زندگی شخصی
وی برادر دوقلو میلاد محمدی بازیکن باشگاه پرسپولیس است، مهرداد محمدی متولد جنوب تهران در منطقه فلاح است، اما به گفته خودش اصالتاً ترک و اهل قزوین و روستای کشمرز است.

## عملکرد باشگاهی

### راه آهن
مهرداد محمدی پس از تست دادن وارد راه‌آهن تهران شد و در فصل ۹۴-۹۳ لیگ برتر برای این تیم به میدان رفت و پس از دو سال درخشش برای این تیم به سپاهان پیوست.

### سپاهان اصفهان

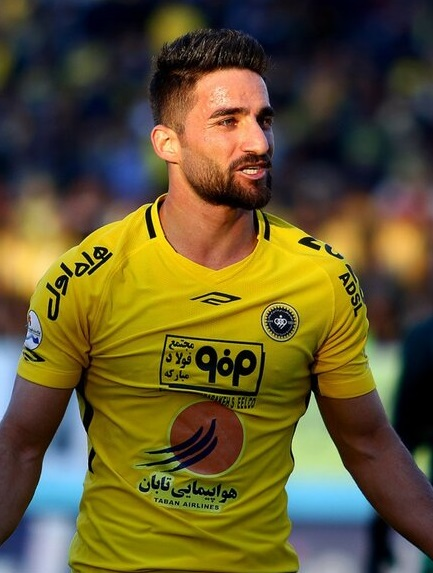
مهرداد محمدی با پیراهن تیم سپاهان در سال ۲۰۱۹

در آخرین روزهای بهار سال ۱۳۹۵ در حالی که همه فکر می‌کردند او در مسابقات لیگ برتر فصل ۹۵–۹۶ با پیراهن پرسپولیس به میدان خواهد رفت به سپاهان پیوست.

### آوس پرتغال
وی در بهار ۱۳۹۸ به باشگاه فوتبال دسپورتیوو داس آوس پیوست. محمدی در سال اول حضورش در لیگ برتر پرتغال ۲۸ بازی برای آوس انجام داد که توانست هشت گل به ثمر رساند، پنج پاس گل بدهد و دو پنالتی بگیرد. 

### العربی قطر
مهرداد محمدی در فصل ۲۱–۲۰۲۰ عملکرد درخشانی در العربی داشت که توانست در مجموع ۲۶ مسابقه در رقابت‌های داخلی، ۱۶ گل به ثمر رساند و ۵ پاس گل بدهد، اما شروع فصل بعد برای او اتفاق خوبی به همراه نداشت و مصدوم شد و سپس به السیلیه پیوست.

### استقلال تهران
محمدی در ۱۰ تیر ۱۴۰۲ با عقد قراردادی دو ساله به عضویت باشگاه استقلال تهران درآمد و پیراهن شماره ۷ را برتن کرد.

#### فصل ۱۴۰۲–۱۴۰۳
مهرداد محمدی توانست اولین گل خودش با پیراهن استقلال و هزارمین گل استقلال در لیگ برتر رو در مقابل استقلال خوزستان به ثمر برساند. مهرداد محمدی در هفته ششم لیگ برتر ۰۳–۱۴۰۲ در حالی که استقلال ۲–۰ مغلوب هوادار شده بود با یک کسب پنالتی و به ثمر رساندن دو گل باعث و بانی کامبک استقلال شد و این دیدار با درخشش وی ۳–۲ به نفع استقلال به پایان رسید و مهرداد محمدی بهترین بازیکن زمین شد.
محمدی در فصل ۱۴۰۲–۱۴۰۳ استقلال که اولین فصل حضورش در استقلال بود، در قامت بهترین گلزن استقلال با ۸ گل و ۲ پاس گل در فصل ۱۴۰۲–۱۴۰۳ کارش را به پایان رساند.

##### مصاحبه جنجالی
مهرداد محمدی پس از بازی آخر هفته استقلال مقابل پیکان پس از قهرمانی پرسپولیس با گلی که مشکوک به آفساید بود، زمانی که در حال ترک ورزشگاه بود مقابل خبرنگاران قرار گرفت و با حالتی عصبانی تصمیم داشت که مصاحبه‌ نکند اما میزان خشم او به قدری زیاد بود که جملات عجیبی را به زبان آورد و اعتراض‌های شدیدی انجام داد. که منجر به احضار شدن وی به کمیته انضباطی شد و به محرومیت ۶ جلسه‌ای و پرداخت ۵۰۰ میلیون تومان محکوم شد.

#### فصل ۱۴۰۳–۱۴۰۴

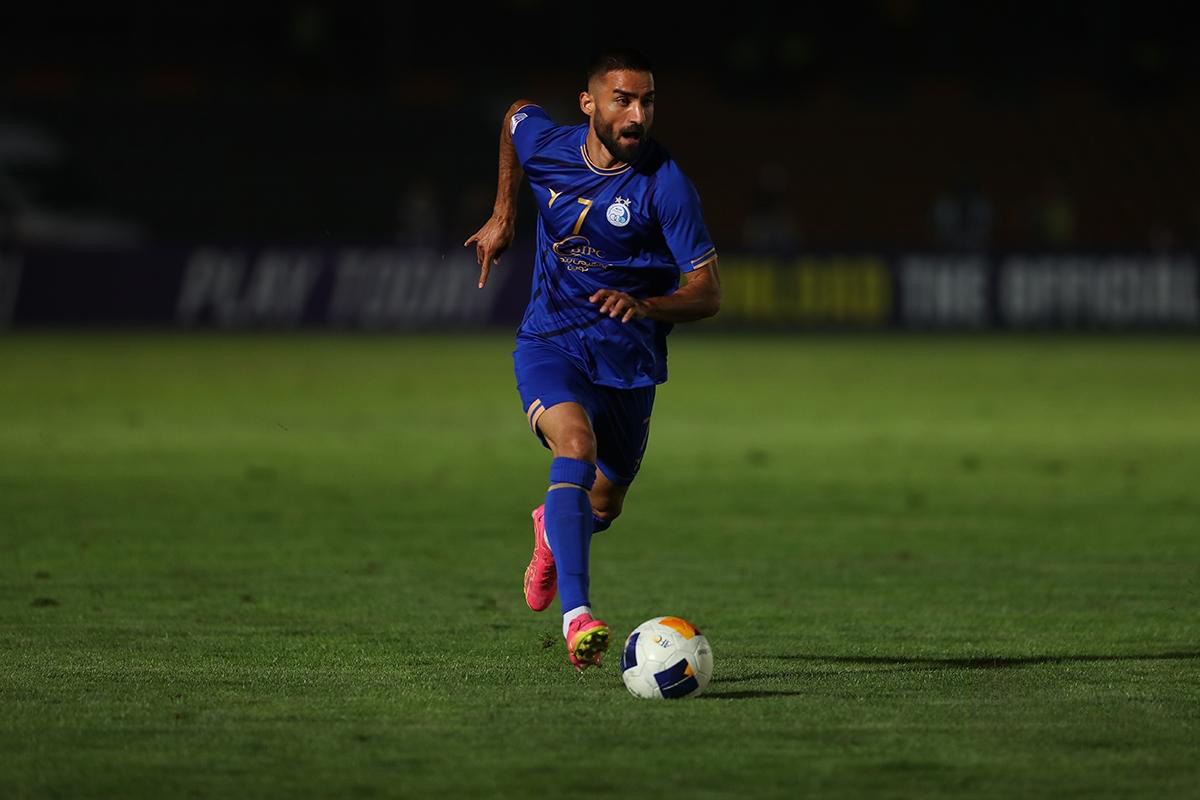
مهرداد محمدی در لیگ نخبگان آسیا با استقلال در بازی مقابل الغرافه

وی که شش بازی ابتدایی اول لیگ برتر خلیج فارس را به‌دلیل محرومیت از دست داده بود در اولین بازی این فصل برای استقلال در لیگ نخبگان آسیا در مقابل باشگاه الغرافه به میدان رفت و موفق شد با پاس گل زمینه ساز گل رامین رضاییان باشد. وی درحالی که سومین بازی خود در لیگ نخبگان آسیا با پیراهن استقلال در مقابل النصر عربستان پشت سر می گذراند با برخورد با ایمریک لاپورت دچار مصدومیت شد و چندین ماه از فوتبال دور بود.
بدترین فصل فوتبال  مهرداد محمدی به بهترین شکل ممکن به پایان رسید. اواخر فصل وی تمرینات خود را به آرامی آغاز کرد و سر انجام در دقایق پایانی دیدار نیمه نهایی جام حذفی وارد بازی شد. این حضور به قدری برای بازیکنان و هواداران دلچسب بود که سید حسین حسینی دروازه بان استقلال  بازوبند کاپیتانی استقلال را بر بازوی مهرداد محمدی بست. سرانجام وی موفق شد با استقلال قهرمان جام حذفی فوتبال ایران ۰۴–۱۴۰۳ شده ، اولین جام قهرمانی در فوتبال ایران را تصاحب کند.

## عملکرد ملی
وی همچنین سابقهٔ بازی برای تیم ملی امید ایران را در کارنامه دارد. وی اولین بازی ملی خود را مقابل تیم امید ایران انجام داد و تک گل تیم ملی را وارد دروازه تیم ملی امید کرد. هر چند این بازی رسمی به حساب نمی‌آید و گل او در جدول گلزنان ملی حساب نمی‌شود اما توانست در اولین بازی ملی رسمی خود در مقدماتی جام جهانی ۲۰۲۲ مقابل تیم ملی کامبوج گلزنی کند.

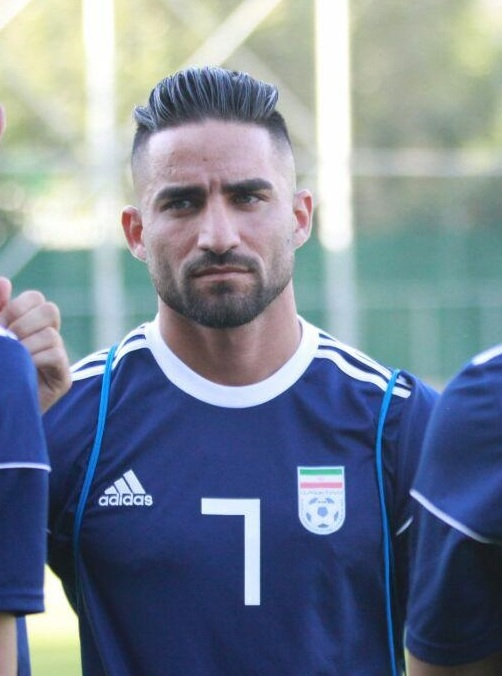
مهرداد محمدی در تمرینات تیم ملی فوتبال ایران در ۲۰۱۹

مهرداد پس از پیوستن و درخشش در استقلال توانست نظر امیرقلعه نویی را جلب کند و پس از چهار سال به تیم ملی دعوت شود و البته این بازگشت به تیم ملی خوش یمن بود و او موفق شد  با تیم ایران به یک قهرمانی دست یابد. و مهرداد توانست در اولین بازی خود در تورنومنت چهارجانبه اردن  در بازی ایران و اردن درحالی‌که دو تیم تا دقیقه‌ی نود ۲ بر ۲ مساوی بودند  گل سوم ایران رو با پاس گل روزبه چشمی راهی دروازه تیم ملی فوتبال اردن کند. مهرداد محمدی با تیم ملی ایران قهرمان این رقابت‌ها شد.

## آمار

### آمار باشگاهی
| باشگاه        | دسته            | فصل           | لیگ  | لیگ | جام حذفی | جام حذفی | قاره‌ای | قاره‌ای | سوپرجام + سایر | سوپرجام + سایر | مجموع | مجموع |
| باشگاه        | دسته            | فصل           | بازی | گل  | بازی     | گل       | بازی   | گل     | بازی           | گل             | بازی  | گل    |
| ------------- | --------------- | ------------- | ---- | --- | -------- | -------- | ------ | ------ | -------------- | -------------- | ----- | ----- |
| راه‌آهن        | لیگ برتر        | ۹۴–۱۳۹۳       | ۱۳   | ۱   | ۰        | ۰        | –      | –      | –              | –              | ۱۳    | ۱     |
| راه‌آهن        | لیگ برتر        | ۹۵–۱۳۹۴       | ۲۸   | ۱۰  | ۲        | ۱        | –      | –      | –              | –              | ۳۰    | ۱۱    |
| مجموع راه‌آهن  | مجموع راه‌آهن    | مجموع راه‌آهن  | ۴۱   | ۱۱  | ۲        | ۱        | –      | –      | –              | –              | ۴۳    | ۱۲    |
| سپاهان        | لیگ برتر        | ۹۶–۱۳۹۵       | ۲۸   | ۷   | ۴        | ۰        | –      | –      | –              | –              | ۳۲    | ۷     |
| سپاهان        | لیگ برتر        | ۹۷–۱۳۹۶       | ۲۶   | ۱   | ۱        | ۰        | –      | –      | –              | –              | ۲۷    | ۱     |
| سپاهان        | لیگ برتر        | ۹۸–۱۳۹۷       | ۲۹   | ۶   | ۴        | ۱        | –      | –      | –              | –              | ۳۳    | ۷     |
| مجموع سپاهان  | مجموع سپاهان    | مجموع سپاهان  | ۸۳   | ۱۴  | ۹        | ۱        | –      | –      | –              | –              | ۹۲    | ۱۵    |
| آوس           | لیگ برتر پرتغال | ۲۰–۲۰۱۹       | ۲۸   | ۸   | ۱        | ۰        | –      | –      | –              | –              | ۲۹    | ۸     |
| العربی        | لیگ ستارگان قطر | ۲۰–۲۰۱۹       | ۰    | ۰   | ۱        | ۰        | ۰      | ۰      | ۱              | ۰              | ۲     | ۰     |
| العربی        | لیگ ستارگان قطر | ۲۰۲۰–۲۰۲۱     | ۲۰   | ۱۰  | ۳        | ۲        | ۰      | ۰      | ۲              | ۲              | ۲۵    | ۱۴    |
| العربی        | لیگ ستارگان قطر | ۲۰۲۱–۲۰۲۲     | ۵    | ۱   | ۱        | ۲        | ۰      | ۰      | –              | –              | ۶     | ۳     |
| مجموع العربی  | مجموع العربی    | مجموع العربی  | ۲۵   | ۱۱  | ۵        | ۴        | ۰      | ۰      | ۳              | ۲              | ۳۳    | ۱۷    |
| السیلیه       | لیگ ستارگان قطر | ۲۰۲۲–۲۰۲۳     | ۱۷   | ۹   | ۵        | ۱        | –      | –      | ۳              | ۲              | ۲۵    | ۱۲    |
| استقلال       | لیگ برتر        | ۲۰۲۳–۲۰۲۴     | ۲۷   | ۸   | ۱        | ۰        | –      | –      | –              | –              | ۲۸    | ۸     |
| استقلال       | لیگ برتر        | ۲۰۲۴–۲۰۲۵     | ۲    | ۱   | ۱        | ۰        | ۳      | ۰      | –              | –              | ۶     | ۱     |
| مجموع استقلال | مجموع استقلال   | مجموع استقلال | ۲۹   | ۹   | ۲        | ۰        | ۳      | ۰      | –              | –              | ۳۴    | ۹     |
| مجموع آمار    | مجموع آمار      | مجموع آمار    | ۲۲۳  | ۶۲  | ۲۴       | ۷        | ۳      | ۰      | ۶              | ۴              | ۲۵۶   | ۷۳    |

### آمار بازی‌های ملی
تا تاریخ ۲۱ نوامبر ۲۰۲۳
| ایران | ایران | ایران |
| سال   | بازی  | گل    |
| ----- | ----- | ----- |
| ۲۰۱۹  | ۲     | ۱     |
| ۲۰۲۳  | ۳     | ۱     |
| مجموع | ۵     | ۲     |

### گل‌های ملی
| شماره | تاریخ         | میزبان | بازی ملی | حریف   | نتیجه | رقابت                  |
| ----- | ------------- | ------ | -------- | ------ | ----- | ---------------------- |
| ۱     | ۱۰ اکتبر ۲۰۱۹ | تهران  | ۱        | کامبوج | ۱۴–۰  | مقدماتی جام جهانی ۲۰۲۲ |
| ۲     | ۱۳ اکتبر ۲۰۲۳ | امان   | ۳        | اردن   | ۳–۱   | دوستانه                |

## افتخارات
ملی
تیم ملی فوتبال ایران
● تورنمنت بین المللی اردن
○ قهرمان (۱) : ۲۰۲۳
باشگاهی
استقلال تهران
- لیگ برتر خلیج فارس
  - نایب قهرمان (۱): ۰۳–۱۴۰۲

- جام حذفی
  - قهرمان (۱): ۰۴–۱۴۰۳

سپاهان اصفهان
- لیگ برتر خلیج فارس
  - نایب‌قهرمان (۱): ۹۸–۱۳۹۷

العربی قطر
- لیگ ستارگان قطر
  - نایب قهرمان (۱): ۲۳–۲۰۲۲

- جام امیر قطر
  - قهرمان (۱): ۲۰۲۳